# Moha (sikhismo)
MOH (Gurmukhi: ਮੋਹ) in Punjabi significa attaccamento alle cose e alle relazioni mondane; questo è uno dei cinque mali della mente umana riconosciuti dai Guru Sikh; gli altri quattro mali della mente sono: Kam o lussuria, Krodh o rabbia / rabbia, Lobh o avidità e Ahankar o ego / orgoglio.
La parola deriva dalla radice sanscrita "muh" che significa "diventare stupefatti, essere sconcertati o perplessi, errare, essere confusi", sta nei testi antichi perplessità o confusione come anche per la causa della confusione, cioè, avidya o ajnana (ignoranza o illusione).
In un altro contesto, significa "la trappola dell'illusione mondana; infatuation. "La sua funzione è duplice: assilla il discernimento della verità, impedisce il discernimento della realtà e crea un errore di giudizio o porta a conoscenza errata (mithya jnana). Gli uomini credono in una realtà eterna della propria esistenza o ego; vedono la verità in ciò che è falso e cercano la felicità in ciò che genera sofferenza.
Cosa dice Gurbani?
In Punjabi Moh generalmente significa amore incrollabile e profondo e attaccamento alle cose e alle relazioni mondane. Nella Scrittura sikh, il termine si verifica frequentemente accoppiato con maya (maia) come maya-moh interpretato sia come infatuazione per o aggrappato al mondo illusorio dei sensi e come illusione di amore e attaccamento mondani. L'interpretazione sikh di maya, tuttavia, differisce da quella della filosofia classica, advaita, che considera irreale il mondo fenomenico e quindi un'illusione causata dall'ignoranza umana.
A Gurbani, i guru sikh ci dicono che:
ਪੰਕਜੁ ਮੋਹ ਪਗੁ ਨਹੀ ਚਾਲੈ ਹਮ ਦੇਖਾ ਡੂਬੀਅਲੇ .1.
पंकजढ़ मोह पगढ़ नही चालै हम देखा तह डूबीअले .1.
Pankaj moh pag nahī cẖĝlai ham ḝekẖĝ ṯah dūbī▫ale. (1)
Nella palude di attaccamento emotivo, i loro piedi non possono muoversi. Li ho visti affogare lì. (1)
(SGGS p12)
Qui 'Moh' è paragonabile a una persona bloccata in una palude fangosa dove lui o lei non è in grado di muovere i piedi 'quindi affogano. Questo è ciò che questo attaccamento ai beni e alle relazioni mondane può condurre una persona. Ci chiede di fare tutte le buone azioni in questo mondo, ma senza questo attaccamento; fai il bene come tuo dovere verso Dio e la sua creazione, non per gli intrighi emotivi con il mondo.
Il mondo è il gioco di Dio
Nel Sikhismo, il mondo visibile è una manifestazione di Dio stesso ed è quindi reale; tuttavia non è satya o vero nel senso di essere immutabile ed eterno. Questo mondo di massa, forma e movimento intessuto nell'ordito e nella trama del tempo e dello spazio è il gioco di Dio creato a Suo piacimento ed è come tale reale e sacro; ma rappresenta solo un aspetto transitorio e non la Realtà Ultima. Maya non è un'illusione nel senso di un miraggio, una nullità fattuale; è un'illusione che rappresenta il transitorio come permanente e una parte come il tutto.
Moh per maya o "attaccamento al mondo", cioè per questo mondo transitorio dei sensi e dei piaceri, ostacola la ricerca dell'anima del suo obiettivo finale ed è, quindi, uno dei cinque mali che ci impedisce di progredire spiritualmente.
È collegato, da una parte, a kam (desiderio, amore) e lobh (possessività, cupidigia) e, dall'altra, a ahankar (senso di io, mio e mio). Questo è il modo in cui 'moh' è stato definito una rete, 'maiajal' (GG, 266).
ਛੂਟਸਿ ਨਾਹੀ ਊਭ ਪਇਆਲਿ. ਮੋਹਿ ਬਿਆਪਹਿ ਮਾਇਆ ਜਾਲਿ.
छूटसि नाही ऊभ पइआलि. बि बिआपहि माइआ जालि.
Cẖẖūtas nāhī ūbẖ pa▫i▫āl. Mohi bi▫āpahi mā▫i▫ā jāl.
Non puoi scappare verso il cielo, o verso le regioni inferiori,
se sei impigliato nell'attaccamento emotivo e nella rete di Maya.
(SGGS p266)
Guru Nanak consiglia lo spargimento di "moh" in quanto è la fonte di ogni male e causa di ripetute nascite e morti. (GG, 356).
ਏਤੁ ਮੋਹਿ ਫਿਰਿ ਜੂਨੀ ਪਾਹਿ.
फ मोहि फिरि जूनी पाहि.
Ėṯ mohi fir jūnī pāhi.
Non attaccamento non è la risposta!
L'antidoto al moh non è attaccamento. Questo non è facile, perché i Guru predicano una partecipazione attiva alla vita piuttosto che la rinuncia e l'evasione. In definitiva, ovviamente, tutto dipende da nadar o dalla grazia di Dio. Dice Guru Nanak "nadari kare ta ehu mohu jai-by (Sua) grazia da solo questo moh sarà cancellato" (GG, 356).
ਨਦਰਿ ਕਰੇ ਤਾ ਏਹੁ ਮੋਹੁ ਜਾਇ. ਨਾਨਕ ਹਰਿ ਸਿਉ ਰਹੈ ਸਮਾਇ .6.23.
नदरि करे ता झहढ़ मोहढ़ जाइ. नानक हरि सिउ रहै समाइ .6.23.
Naḏar kare ṯā ehu moh jā▫e. Nānak har si▫o rahai samā▫e. (6) (23)
Ma se Egli elargisce il suo sguardo di grazia, allora questo attaccamento parte.
Comprendere la "vera" natura del mondo
Il rimedio giusto è la comprensione (gian) che il mondo terreno, le sue relazioni e le sue attività, che richiedono la partecipazione e il coinvolgimento, siano transitori. Il non attaccamento quindi non è non-azione, ma un atteggiamento verso l'azione caratterizzato da Guru Nanak come quello di un "bajigar", partecipante a uno sport.
Il mondo, dice Guru Nanak in un inno nella misura del Raga Maru, "è come un pascolo stagionale dove si passa solo un paio di giorni. . . Come il 'bajigar' (giocoliere) si gioca la propria parte qui e si parte "(GG, 1023).
Aithai go▫ilṛā ḏin cẖāre. Kẖel ṯamāsā ḏẖunḏẖūkāre. Bājī kẖel ga▫e bājīgar ji▫o nis supnai bẖakẖlā▫ī lui. (9)
In questo verde pascolo, il mortale rimane solo pochi giorni. Gioca e scherza nell'oscurità più totale.
I giocolieri hanno messo in scena il loro spettacolo e se ne sono andati, come persone che borbottano in un sogno. (9)
(SGGS p1023)
La maggior parte delle persone, ci dice il Guru, trascorrevano il loro tempo sulla Terra in "completa oscurità" riguardo al suo vero scopo e "quando lo spettacolo è finito, se ne va". Nel prossimo tuk (linea), il Guru dice come si può rendere più significativo il viaggio della vita. Loro solo sono benedetti, che adottano il Signore Onnipotente nelle "loro menti" e "si concentrano su di Lui"; c'è bisogno di ricordare il Signore e meditare su di Lui, così che il vero scopo di questo viaggio sulla Terra si realizzi.
Solo loro sono benedetti con gloriosa grandezza al trono del Signore,
che custodiscono il Signore senza paura nelle loro menti e si incentrano amorevolmente su di Lui.
Nelle galassie e nei sistemi solari, nelle regioni inferiori, nei regni celesti e nei tre mondi, il Signore è nel vuoto primordiale di profondo assorbimento. (10)
(SGGS p1023)
Un'immagine in gurbani che descrive la vita ideale è quella del loto che, pur vivendo nell'acqua, tiene la testa sopra di sé senza lasciarsi sommergere.
O Nanak, allora uno rimane fuso nel Signore. (6) (23)
In questo attaccamento, le persone si reincarnano all'infinito.